# Putbus (stacja kolejowa)
Putbus – dworzec kolejowy w Putbus w landzie Meklemburgia-Pomorze Przednie, na wyspie Rugii, obsługujący zarówno ruch wąskotorowy jak i normalnotorowy.  

## Historia
Stacja powstała na oddanej do użytku 15 sierpnia 1989 na linii kolejowej Bergen-Putbus, rozszerzonej w 1890 roku do Lauterbach, W roku 1990 dobudowano trzeci tor do obsługi ruchu normalnotorowego. Obecnie używany tylko w ruchu lokalnym. Budynki stacyjne i lokomotywownia są na liście zabytków.